# Kherrata
Kherrata est une commune de la wilaya de Béjaïa, dans la région de Kabylie, en Algérie. Elle est située à environ 60 km de Béjaïa.

## Géographie

### Situation
La commune de Kherrata est située au sud-est de la wilaya de Béjaia, limitrophe avec la wilaya de Sétif.
| Taskriout Draâ El-Kaïd | Taskriout    | Darguina              |
| Draâ El-Kaïd           | Kherrata     | Oued El Barad (Sétif) |
| Draâ El-Kaïd           | Draâ El-Kaïd | Tizi N'Bechar (Sétif) |

L'agglomération, chef-lieu de daïra, est à 300 km d'Alger, 58 km au sud-est de Béjaïa et 50 km au nord-ouest de Sétif. La ville est située au pied du massif des Babors, à l’entrée des gorges de Kherrata.

### Lieux-dits, quartiers et hameaux
Outre son chef-lieu Kherrata centre, la commune de Kherrata est composée des localités suivantes : Laouader, Aṭ Merai, Aṭ Djatit, Ahamam, Aṭ Laaziz, Ighil N'Tahar, Tala N'Tegra, Boughezrane, Bougrourene, Tiboudaouine, Ighil Emillane, Boukerdjouh, Bradma, Merouaha, Bou Saada, Ikarnaf, Tabiya, Tala Oulili, Bouzraoune, Ait Azouz, Afra, Bouchartioua, Aïfar, Menchar, Sebouka, Boufalki, Akharoub et Tiaouinine.
Il comporte les villages de Aṭ Merai, Takitount, Kelaoune et Djermouna.

### Relief, géologie, hydrographie
- Si vous ne connaissez pas le sujet, laissez ce bandeau (vous pouvez alors contacter les auteurs).
- Si vous supprimez le contenu mis en cause (vous pouvez préalablement contacter les auteurs),

argumentez précisément cette suppression dans la page de discussion
(un manque de référence n'est pas un argument ; une recherche réelle de référence doit avoir été effectuée, être formellement documentée).
La ville est située dans la zone sismique des rebords de la grande faille dite « sub-tellienne », une faille profonde affleurant la discontinuité de Moho (géologie interne), dont la géographie à l’œil nu démontre ce contraste entre, au nord, des formations jurassiennes avec un relief très accentué, et au sud, un relief plissé étendu sous forme de mamelons, ce qui rend l'activité sismique élevée, d'autant que la composition stratigraphique et pédologique, calcaire à la base repose sur des couches argileuses, ce qui rend non seulement la sismicité un facteur majeur, mais aussi des glissements de terrain très actifs, tel le glissement de terrain de Tamaleht, où un éboulement actif fait face depuis plus de deux décennies, et les formations de loupes de solifluxion tout au long des versants.
À noter qu'elle fut touchée par des tremblements de terre de grande magnitude, tel celui de 1949 de magnitude 4.9mb et en 2006 de magnitude 5.3Mw, aussi, la région est l'épicentre de plusieurs séismes, parfois dévastateurs, faisant des morts et des blessés, sans parler des dégâts matériels, tel celui qui a frappé le village de Laalem (commune de Tameridjt, daira de Souk El Tenine) le 20 mars 2006 d'une magnitude de 5' sur l'échelle de Richter, occasionnant 4 morts et plus de 68 blessés,

### Transports
Ville de transit, Kherrata, côté transport, est un pôle important, les transports en commun desservent plusieurs régions du pays, à savoir: la ville d'Alger, avec plus de trois départs quotidiens; la ville de Constantine, avec le passage de pas moins de trois bus; la ville de Hassi Messaoud et toutes les wilayas de passage, avec plus de deux passages par jour.
Les dessertes entre la ville et le chef-lieu de wilaya sont assurées par 75 lignes de transport; avec le chef-lieu de la wilaya de Sétif, par plus de 32 lignes de transport.
Entre le chef-lieu de commune et les localités rurales de banlieue il existe plus de 150 lignes de transports.
Les conditions de transport difficiles dans ces routes sinueuses très encombrées ont été améliorées par le doublement de la route des gorges par un tunnel creusé sous la montagne.
Il existe une ancienne ville de 35 000 habitants et une nouvelle ville de 20 000 habitants.

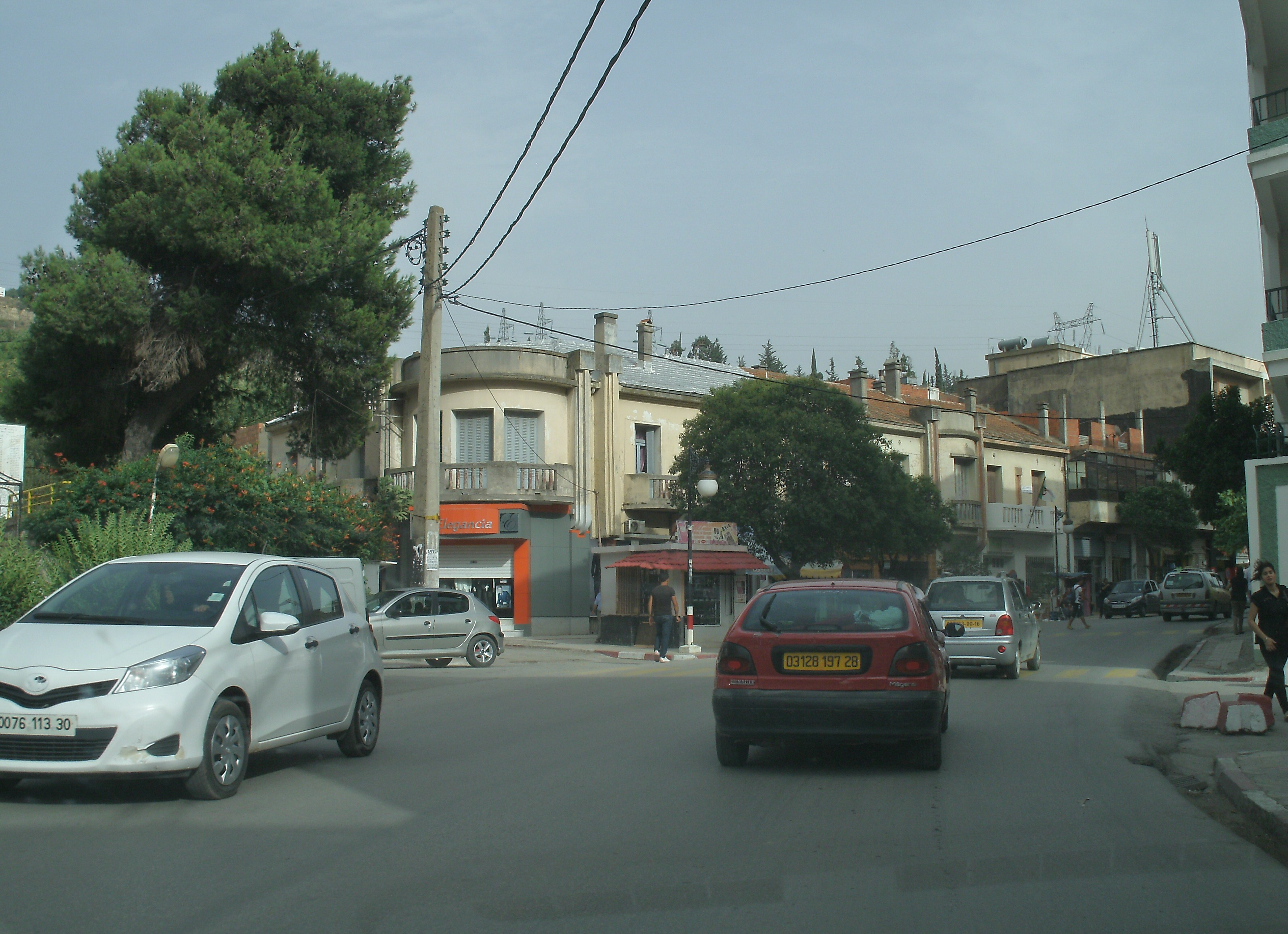
Kherrata centre

## Toponymie
Kherrata est la forme arabisée du toponyme kabyle Taxerrat ou Thakherrat. La signification renvoie au relief de cette zone particulièrement accidentée. Il est l’équivalent du français "les gorges". En effet, pour faire un peu de linguistique, la racine XRD se retrouve dans axrid qui signifie le trou ou le gouffre et "Taxridt" qui signifie l'escarcelle. En outre, "Takherrat" est attestée dans différents endroits de Kabylie. Le Père Genevois, dans le numéro de Fonds documentaire berbère consacré à Taguemount Azouz, parle de axrid "trou" comme étant un piège de guerre. Un autre auteur, Mouloud Gaid, issu de la région, dans son livre Histoire de Béjaia et sa région, publie une série de poèmes consacrés à la guerre d’Algérie où il est question de Takherrat.

## Histoire
(octobre 2008).
Si vous disposez d'ouvrages ou d'articles de référence ou si vous connaissez des sites web de qualité traitant du thème abordé ici, merci de compléter l'article en donnant les références utiles à sa vérifiabilité et en les liant à la section « Notes et références ».
En 1870, à l'entrée des Gorges de Kherrata, au bord de l’oued Agrioun, à 450 mètres d’altitude, à mi-chemin de Sétif et de Bougie, un petit hameau se construit : 13 familles composées de 13 hommes - 8 femmes et 21 enfants - y construisent 12 maisons. La création officielle du village de Kherrata par l’Administration coloniale a lieu en 1876 et son peuplement en 1878. Selon une interprétation orale, le village de Kherrata porte le mot arabe signifiant « Laboureurs ».
Entre 1886 et 1940, l’administration coloniale met en œuvre les projets de construction d’une église, d’une Justice de paix, d’une gendarmerie, d’une prison et autres, comme la mise en service d’un réseau téléphonique.
Une plaque, à l’entrée des Gorges par rapport à Bougie, rappelle les grands travaux de percement de la route réalisés sous la direction des Ponts et Chaussées de 1863 à 1870 au rythme d’un kilomètre par an. Les premières liaisons routières eurent lieu vers 1900. Un service de diligences assurait dans les deux sens le transport postal et des voyageurs. Ces voitures à chevaux rattachaient Sétif à Bougie en quelque treize heures sur un parcours jalonné de cinq relais routiers. Des convois de chariots de marchandises sillonnaient cette route effectuant un aller-retour en une semaine.
En 1913, le colon Eugène Dussaix fit bâtir un château à la sortie du village, à proximité de l’entrée des Gorges, avant de donner le jour à une minoterie moderne ; cependant, le petit moulin à façon étant le symbole du village de Kherrata aux yeux des colons, fut conservé pour permettre aux populations indigènes de venir y faire moudre leur grain. Une église fut construite en 1921 par le même industriel.
La ville fut le théâtre des événements connus par le Massacre de Sétif, Guelma et Kherrata qui débute le 8 mai 1945 et pendant lesquels des émeutes nationalistes algériennes sont réprimées dans le sang par les forces armées françaises faisant entre 8 000 et 45 000 morts selon les historiens.
Le 8 mai 1998, à l’occasion du 53e anniversaire des événements du 8 mai 1945, le musée du Moudjahid de Kherrata voit le jour. La plus grande partie du musée est réservée aux événements du 8 mai 1945 et à la guerre d’Algérie. Cependant, quelques gravures ayant trait à l’époque romaine, où Jugurtha figure en bonne place, sont également présentées. Ce musée est situé dans une ancienne église désaffectée qui fait désormais office de conservatoire et où sont rassemblées et classées des collections de photos et d’objets divers revêtant un intérêt historique. On peut y découvrir des effets vestimentaires militaires portés par des combattants pendant la guerre, d’anciennes armes ayant servi dans des batailles, des instruments et autres outils utilisés par les résistants algériens.

## Démographie
La population en 2000 était de 32 356 habitants dont 7617 dans la zone urbaine et 24 739 dans la zone rurale[réf. nécessaire]. On compte 4 002 habitats occupés et 954 habitats inoccupés.
Le taux de scolarisation est de 92,06 % pour les garçons et de 87,47 % pour les filles.

## Langues
Située à une distance équidistante des pôles urbains de Sétif et de Béjaïa, la ville de Kherrata se distingue par sa population divisée en deux factions linguistiques : d'une part, les arabophones et d'autre part, les berbérophones. Elle témoigne de la position centrale de la ville sur la ligne de front entre ces deux mondes sociolinguistiques distincts.

## Administration et politique
Modeste bourgade avant l'indépendance, la « ville des cimes et des abîmes » est devenue un centre urbain relativement important, chef-lieu de daïra.

## Économie

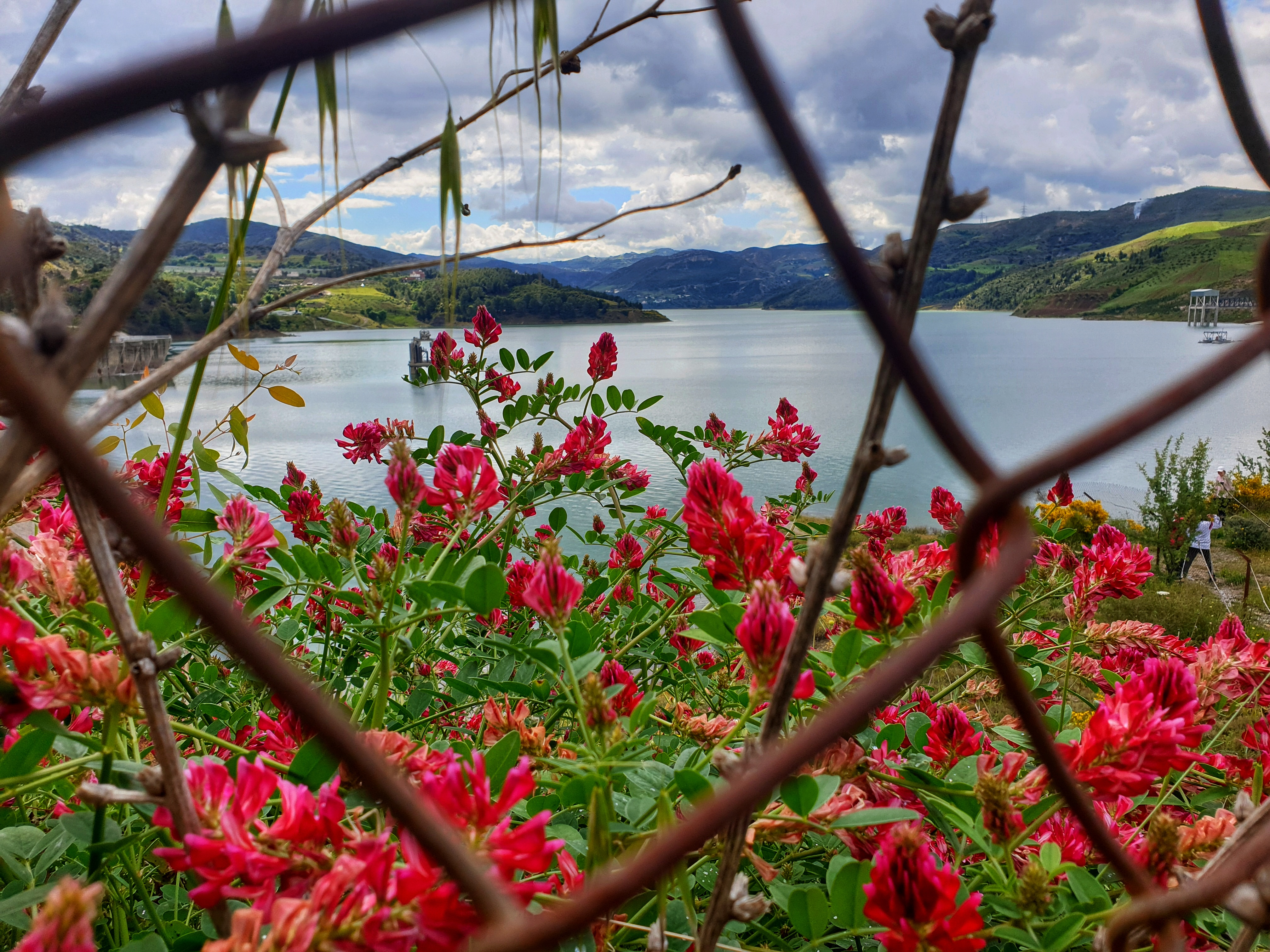
Le barrage d'Ighil Emda, mai 2019

Kherrata, ville paisible, de transit sur un axe routier très dense ; la nationale reliant Béjaïa à Sétif, demeure austère sans infrastructure touristique malgré des atouts non négligeables.
Le tissu industriel se limite à deux unités, une semoulerie et une usine de teinture pour textile.
2803 hectares de surface agricole sont exploitées.
L'électrification atteint 99 %. Il existe un hôpital avec 102 lits, 3 salles de soins et 6 salles de pharmacie. Il existe un hôtel de 102 lits.

## Patrimoine et sites
- Gorges de Kherrata
- Le lac et forêt d'Ighil Emda
- Fontaine « Tababourte »
- Le Mont de Takoucht, 1 896 m d'altitude

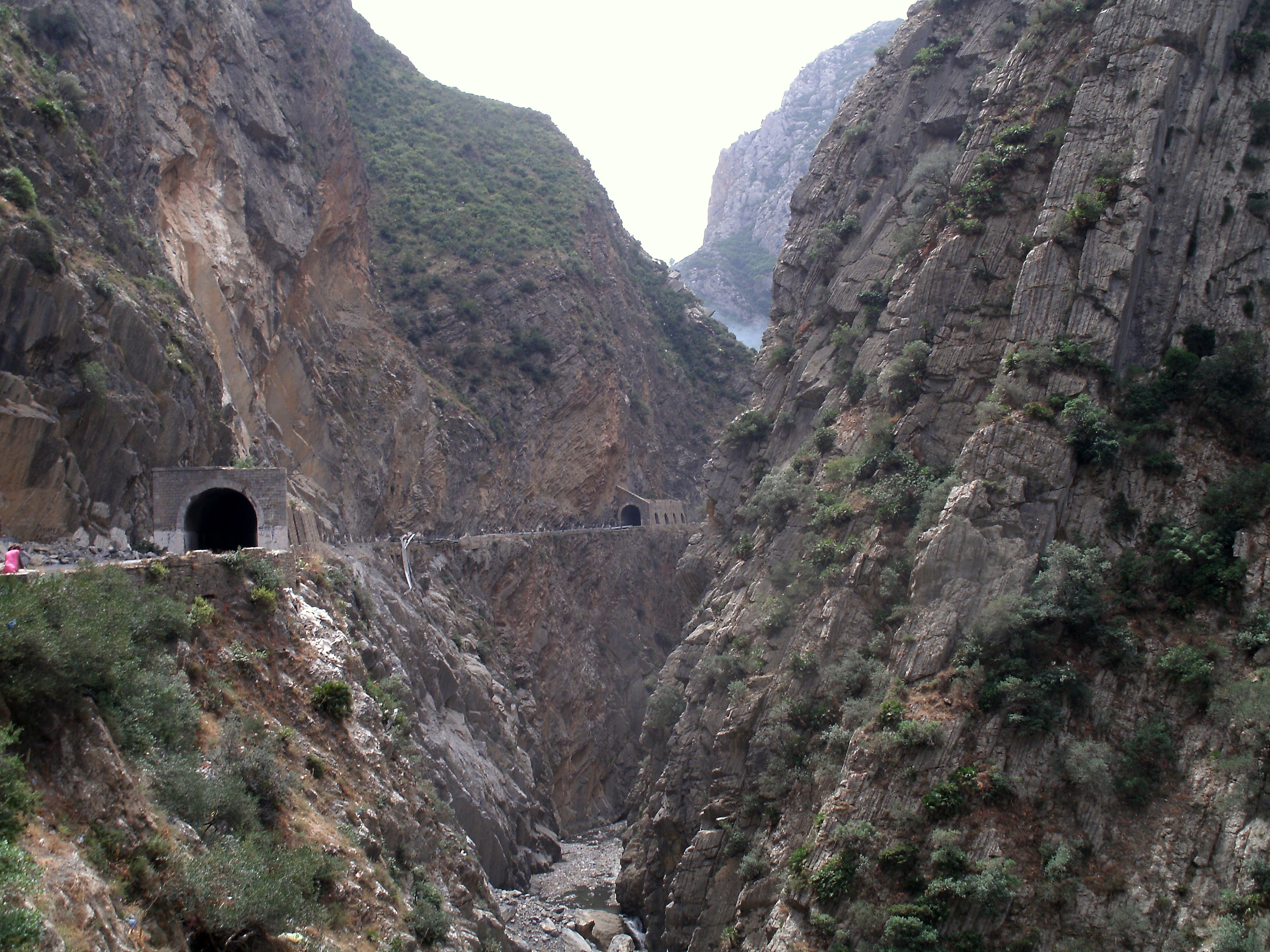
Les gorges de Kherrata

- Montagne blanche (Adrar Amellal) à ait laziz nord/est de Kherrata).
- Montagne blanche à El Menchar (à l'est de Kherrata).
- Montagne Thakenchourt au nord de Kherrata.
- Grottes, château de Takfarinas (guerrier numide) et vestiges romains au lieu-dit "Ahemmam"
- Château et deux cimetières romains à Akeloun au sud de Kherrata.

## Personnalités
- Bachir Boumaza (1927-2009), homme politique.